# نبوشیتسه
نبوشیتسه (به لاتین: Nebušice) یک منطقهٔ مسکونی در جمهوری چک است که در پراگ ۶ واقع شده‌است. نبوشیتسه ۳٫۶۸ کیلومتر مربع مساحت و ۳٬۳۱۹ نفر جمعیت دارد.